# Milene Domingues
Milene Domingues (São Paulo, 18 juni 1979) is een voormalige Braziliaanse voetbalster en fotomodel. Ze is vooral bekend als de ex-vrouw van Ronaldo. Dit huwelijk, dat duurde van 1999 tot 2003, leverde Domingues de bijnaam Ronaldinha op.
Toen Ronaldo in 2002 van Internazionale naar Real Madrid ging, was Milene Domingues gedwongen haar club Monza te verlaten. Ze kreeg aanbiedingen van diverse Spaanse clubs en ze koos uiteindelijk voor het dameselftal van Rayo Vallecano, dat uitkomt in de Liga Femenina. In 2003 kwam ze uit voor het nationale elftal van Brazilië.
Domingues behaalde in 1995 het wereldrecord bal hooghouden voor vrouwen: 55.187 keer in 9:06 uur.